# Mangnur, Chikodi
Mangnur là một làng thuộc tehsil Chikodi, huyện Belgaum, bang Karnataka, Ấn Độ.